# Wiesenbach (Baden)
Wiesenbach település Németországban, azon belül Baden-Württembergben. Lakosainak száma 3108 fő (2023. december 31.).

## Népesség
A település népessége az elmúlt években az alábbi módon változott:
| Lakosok száma | 1245 | 1497 | 2152 | 2612 | 2705 | 2886 | 3066 | 3106 | 3035 | 3108 |
|               | 1961 | 1967 | 1974 | 1980 | 1987 | 1993 | 2000 | 2006 | 2013 | 2023 |

## Testvértelepülései
- Deszk, Magyarország